# Seznam kulturních památek v Brumovicích (okres Opava)
Tento seznam nemovitých kulturních památek v obci Brumovice v okrese Opava vychází z  Ústředního seznamu kulturních památek ČR, který na základě zákona č. 20/1987 Sb., o státní památkové péči, vede Národní památkový ústav jako ústřední organizace státní památkové péče. Údaje jsou průběžně upřesňovány, přesto mohou obsahovat i řadu věcných a formálních chyb a nepřesností či být neaktuální. 
Pokud byly některé části dotčeného území vyčleněny do samostatných seznamů, měly by být odkazy na tyto dílčí seznamy uvedeny v úvodu tohoto seznamu nebo v úvodu příslušné sekce seznamu.

## K. ú. Brumovice u Opavy

### Brumovice
|  |  | Hledat fotografie a kategorie ve Wikimedia Commons podle rejstříkového čísla památky | Nahrát snímek k tomuto tématu do úložiště Wikimedia Commons |  |

|  | Kategorie „Church of the Nativity of the Virgin Mary (Brumovice) “ na Wikimedia Commons | Hledat fotografie a kategorie ve Wikimedia Commons podle rejstříkového čísla památky | Nahrát snímek k tomuto tématu do úložiště Wikimedia Commons |  |

|  |  | Hledat fotografie a kategorie ve Wikimedia Commons podle rejstříkového čísla památky | Nahrát snímek k tomuto tématu do úložiště Wikimedia Commons |  |

|  |  | Hledat fotografie a kategorie ve Wikimedia Commons podle rejstříkového čísla památky | Nahrát snímek k tomuto tématu do úložiště Wikimedia Commons |  |

|  |  | Hledat fotografie a kategorie ve Wikimedia Commons podle rejstříkového čísla památky | Nahrát snímek k tomuto tématu do úložiště Wikimedia Commons |  |

### Pustý Mlýn
| Památka           | Fotografie        | Rejstříkové číslo v ÚSKP                                                             | Sídelní útvar                                               | Poloha                                                                                                  | Popis a poznámky |
| ----------------- | ----------------- | ------------------------------------------------------------------------------------ | ----------------------------------------------------------- | --- | --- |
| Kaple (Q38089574) | \| \| \| \| \| \| | 101784 Pam. katalog MIS                                                              | Pustý Mlýn                                                  | u odbočky ze silnice I/57 (Opavská) na Brumovický mlýn, pp. 4827/1 50°1′43,65″ s. š., 17°46′7,78″ v. d. | Z cihel zděná původně omítaná, volně stojící výklenková kaplička. Doklad doznívání barokního klasicismu, snad z konce 18. nebo počátku 19. století. Poznámka: MonumNet nepopisuje umístění. MonumNet uvádí část obce, Brumovice, ve skutečnosti se kaplička nachází v části Pustý Mlýn. Památkově chráněno od 8. března 2006. |
|                   |                   | Hledat fotografie a kategorie ve Wikimedia Commons podle rejstříkového čísla památky | Nahrát snímek k tomuto tématu do úložiště Wikimedia Commons | | |

## Skrochovice
| Památka                                 | Fotografie        | Rejstříkové číslo v ÚSKP                                                             | Sídelní útvar                                               | Poloha                                                            | Popis a poznámky |
| --------------------------------------- | ----------------- | ------------------------------------------------------------------------------------ | ----------------------------------------------------------- | ----------------------------------------------------------------- | --- |
| Hrob a pomník obětí fašismu (Q38095624) | \| \| \| \| \| \| | 29881/8-2180 Pam. katalog MIS                                                        | Skrochovice                                                 | hřbitov, Pod Alejí, st. 133 50°0′40,77″ s. š., 17°47′14,52″ v. d. | Hřbitov, z toho jen: společný hrob a pomník obětí fašismu · Poznámka: Parcelní číslo v MonumNetu neuvedeno. · Zapsáno do státního seznamu před rokem 1988. |
|                                         |                   | Hledat fotografie a kategorie ve Wikimedia Commons podle rejstříkového čísla památky | Nahrát snímek k tomuto tématu do úložiště Wikimedia Commons |                                                                   | |

## K. ú. Úblo

### Úblo
| Památka                                     | Fotografie                                                                    | Rejstříkové číslo v ÚSKP                                                             | Sídelní útvar                                               | Poloha                                                      | Popis a poznámky |
| ------------------------------------------- | ----------------------------------------------------------------------------- | ------------------------------------------------------------------------------------ | ----------------------------------------------------------- | ----------------------------------------------------------- | --- |
| Kostel Nejsvětějšího Vykupitele (Q38234305) | \| \| \| \| \| \|                                                             | 11141/8-3896 Pam. katalog MIS                                                        | Úblo                                                        | st. 133, 141, pp. 4/2 50°1′18,75″ s. š., 17°42′22,57″ v. d. | Kostel Nejsvětějšího Vykupitele se zbytky ohradní zdi hřbitova a s bránou a bývalou márnicí Památkově chráněno od 31. ledna 1996. |
|                                             | Kategorie „Kostel Nejsvětějšího Vykupitele (Brumovice) “ na Wikimedia Commons | Hledat fotografie a kategorie ve Wikimedia Commons podle rejstříkového čísla památky | Nahrát snímek k tomuto tématu do úložiště Wikimedia Commons |                                                             | |

### Kolná
| Památka           | Fotografie        | Rejstříkové číslo v ÚSKP                                                             | Sídelní útvar                                               | Poloha                                                   | Popis a poznámky                                                                                         |
| ----------------- | ----------------- | ------------------------------------------------------------------------------------ | ----------------------------------------------------------- | -------------------------------------------------------- | --- |
| Kaple (Q37424564) | \| \| \| \| \| \| | 100009 Pam. katalog MIS                                                              | Kolná                                                       | při cestě, st. 230 50°0′36,35″ s. š., 17°41′23,45″ v. d. | Volně stojící zděná omítaná kaple zřejmě z 1. třetiny 19. století. Památkově chráněno od 10. ledna 2003. |
|                   |                   | Hledat fotografie a kategorie ve Wikimedia Commons podle rejstříkového čísla památky | Nahrát snímek k tomuto tématu do úložiště Wikimedia Commons |                                                          | |

### Pocheň
|  | Kategorie „Bell tower (Pocheň) “ na Wikimedia Commons | Hledat fotografie a kategorie ve Wikimedia Commons podle rejstříkového čísla památky | Nahrát snímek k tomuto tématu do úložiště Wikimedia Commons |  |

|  | Kategorie „Vartnov Castle “ na Wikimedia Commons | Hledat fotografie a kategorie ve Wikimedia Commons podle rejstříkového čísla památky | Nahrát snímek k tomuto tématu do úložiště Wikimedia Commons |  |